# Tremarctos
Tremarctos é um gênero da subfamília de ursos Tremarctinae, endêmica das Américas, que surgiu noPlioceno. A espécie do norte, o urso-de-óculos-da-flórida, foi extinta há 8.000 anos.  A única espécie vivente de Tremarctos é o urso-de-óculos. Ambas as espécies possuem adaptações para se alimentarem principalmente de vegetais.

## Espécies
- † Tremarctos floridanus - urso-de-óculos-da-flórida
- Tremarctos ornatus - urso-de-óculos